# Code (acid androidのアルバム)
『code』（コード）は、日本のロックバンド・L'Arc〜en〜Cielのドラマー、yukihiroのソロプロジェクトであるacid androidの2作目のミニアルバム。2010年10月27日発売。発売元はDanger Crue Records内の自主レーベル、track on drugs records。

## 解説
前作『13:day:dream』から約3ヶ月後に発表した、acid androidとして2作目のミニアルバム。
acid androidでは、バンド活動と並行して進められるプロジェクトであることや、作品の発売に関する締め切りがほとんどなく、楽曲を煮詰めてからのリリースが多いことから、アルバムリリースのインターバルが長くなる傾向にあったが、本作に関しては前作リリースから短い期間で発表されている。今回、短いインターバルで作品をリリースしようと考えた背景について、yukihiroは「バンド（L'Arc〜en〜Ciel）の活動もあるので、ソロの作品ってどうしても期間が空いたものになってしまうんですよ。なので、今回は最初から＜とりあえず作品を2枚作ろう＞と決めていたんです。ミニ・アルバムかフル・アルバムか企画モノかは決めてない状態だったんですけど、とにかく多く出そうと」と本作発売当時に述べている。

### 音楽性と録音作業
本作の音楽性は、インダストリアルや、ヘヴィロック、エレクトロなど、これまでacid androidが採り入れてきた要素が盛り込まれているが、今回の特徴として、以前までとギターサウンドの鳴り様に大きな変化がみられる。特に、本作では歪んだギター・リフを採り入れた楽曲が減っており、yukihiroは本作発売時のインタビューの中で「最近ギターがそこまででしゃばらない曲が出来てきちゃってる」と述べている。また、yukihiroは「そういう（ギターの主張が前面に出ていない）曲だと、今のところライヴで出来ない曲になっちゃうんですよ。それこそTKに参加してもらった曲（＝「mode inversion」）も、TKのアコギ以外はギター入ってないんですよね。その曲をライヴでやるにはどうすればいいんだろう、って。そういう曲作りたいと思ってたから、作ってるんだろうし。でも、激しいリフものの曲も捨てるわけでもない。だからバリエーションが増えてきそうな気がするんだよね」と述べており、ライヴにおいてもサウンドに変化が出てくることを示唆している。
結果、2012年以降に開催したライヴでは、サポートメンバーを一新し、ライヴ体制を大幅に変更することとなった。余談だが、その後もacid androidは音楽性を変化させていき、2017年に発表した次作『GARDEN』では、これまでacid androidの楽曲が持っていたインダストリアルな側面が影を潜め、1980年代のニュー・ウェイヴあるいはシンセポップ、エレクトロ・ポップの雰囲気を感じさせる楽曲が多く制作されるようになっている。

### 楽曲について
本作には、前作『13:day:dream』に収録された楽曲「violator」「balancing doll」「a moon tonight」の3曲のリテイク・リアレンジバージョンと、2001年にyukihiro名義で発表したシングル「ring the noise」の表題曲のリテイク・リアレンジバージョン、そして新たに制作された完全な未発表音源4曲の計8曲が収録されている。なお、本作を制作していた当初、yukihiroは過去に発表した楽曲のリアレンジバージョン4曲を中心にアルバムの構成を考えていたが、想定以上の数の新曲を収録することができたといい、yukihiroは本作を発表した際に「新曲が4曲入ってるけど、そんなに出来るとは思ってなかったんだよね（笑）。もうちょっと企画色が強くなるかな、と思ってた」と述べている。ちなみに、前作に収録されたオリジナルバージョンの「violator」のリリックは、全英語詞で付けられていたが、本作の2曲目に収録されたリテイク・リアレンジバージョンの「violator:1.02」では全て日本語詞に変更されている。
なお、前作『13:day:dream』の制作では、ライヴサポートメンバー以外に、フルカワミキ（LAMA、ex.SUPERCAR）、百々和宏（MO'SOME TONEBENDER）の2名をゲストミュージシャンとして招聘していたが、本作においても3名のゲストが制作に参加している。本作の3曲目に収録された「balancing doll:1.02」では、yukihiroが好んで聴いているロックバンド、BUCK-TICKに在籍する今井寿がギターで参加している。yukihiroは、今井のギターサウンドを楽曲に採り入れたことにより、「おかげで、この曲にあるロカビリー的な部分とかロケンローなラフさは、更に強くなりました」と印象を述べている。また、yukihiroは制作を振り返り「今井さんが弾いてたギブソンの335がカッコよくて。欲しくなっちゃいましたね（笑）」と本作発売当時に語っている。
さらに、本作の4曲目に収録された新曲「mode inversion」では、TK（凛として時雨）がアコースティック・ギターで参加している。ちなみにTKは、2010年1月13日に配信を開始した1stミニアルバム『faults』の収録曲「switch」のリミックス音源「switch - TK remix」で、acid androidの楽曲制作に初参加している。今回改めてギタリストとしてTKに参加を依頼した経緯について、yukihiroは「TKはリミックスを最初やってもらった時、僕にはない発想を提示してトラックの作り方も構成も新鮮だった。そこから彼ら（＝凛として時雨）の曲を聴いて気に入って、アコギをお願いしたんです」「曲はもう出来上がってたんですけど、そこにアコギを入れてみたいと思って。TKのアコギ好きだから、やってくれないかなってお願いしたら、挑戦してみます、って」と述べている。なお、TKの弾いたアコギに関し、yukihiroは本作発売当時に「僕はすごい新鮮だったんですよ。アコギでこういうことやるんだ、で、こういうふうに聴こえるんだって。だからアコギで考えてみてくれないかな、ってお願いして。僕は時雨（＝凛として時雨）の繊細な部分とか、繊細さの中にある攻撃的な部分が好きなんで」と印象を述べている。
そして本作の5曲目に収録された「a moon tonight:1.22」では、藤井麻輝（SUILEN、ex.SOFT BALLET）が参加しており、藤井がシンセサイザーの音を新たに音源に追加している。なお、yukihiro曰く、前作『13:day:dream』制作時に藤井から音のデータをすでに貰っていたが、yukihiroの時間の都合でその音を採り入れたアレンジが完成しなかったため、今回この曲が収録される運びになったという。藤井の入れたシンセ音について、yukihiroは「『13:day:dream』リリース前にいただいてたんですけど、藤井さんのアレンジを解釈することが難しくて、しばし寝かせて今回収録する形になったんです。幻想感の捉え方の違いで言うと、僕のほうがメランコリックで人当たりがいいかも（笑）。藤井さんのほうが、冷めていながらすべての音がひとつの世界観に向かっている感じ。解釈の違いがおもしろいですね」と述べている。
ちなみに本作の6曲目に収録された新曲「a moon tomorrow」では、acid androidのライヴでサポートギタリストを務めるantz（Tokyo Shoegazer、CQ、殻、ex.DEF.MASTER）が共作曲者としてクレジットされている。この曲は、yukihiro曰く、ギター・リフと曲の構成をantzが決め、それに対してyukihiroがメロディと歌詞を手掛けていくといった流れで制作されている。なお、antzとの共作は、2006年に発表した2ndアルバム『purification』に収録された楽曲「chill」以来3度目のことになる。
他にも、本作の7曲目に収録された「rtn2010」は、2001年にyukihiro名義で発表したシングル「ring the noise」の表題曲のリテイク・リアレンジバージョンとして制作されている。今回約9年越しにリテイク・リアレンジした経緯について、yukihiroは「この曲、もともと僕の個人名義でしか出てないんですよ。ライヴでも必ずと言っていいほどやってる曲だし、今のライヴ・アレンジに近い形のヴァージョンを録っておきたかったんです。あと（オリジナル・ヴァージョンは）ギターも弾いてなくて、サンプルから作ってたから。ちゃんともう1回整理して、ライヴの時に機能するように」と述べている。また、本作の最後となる8曲目に収録された「instrument only」は、yukihiroがテクノを意識して制作した、インストゥルメンタルとなっている。
なお、本作に収録された楽曲の歌詞は、日本語を多く採用したこともあってか、アルバム全体のリリックを見たとき、赤裸々で統一感のある印象を抱かせる内容になっている。本作発売当時に受けた音楽雑誌『音楽と人』のインタビューで、「歌詞の統一感」について聞かれた際、yukihiroは「書いてる時期が一緒なんで（笑）」と答えている。また、このアルバムで綴った歌詞について、yukihiroは「モチーフは同じようなものが多いかな。その時々の自分の考えとか、周りの状況とか、世の中の空気とかには多少左右されてるかもしれないけど。でも詞を書くときは、わりと自分のことは置いといて、みたいな感じですね。あんまりメッセージが強いものにはしたくないから。ただ普遍的なものであればいいと思ってる」と述べている。

### アルバムタイトル
アルバムタイトルの『code』は、日本語で『記号』を意味している。アルバムタイトルを決めた経緯について、yukihiroは「ふと出てきたんですよ、これは。最初、記号とか数字とか、そういう感覚で。自分だけの何かを開放する鍵のナンバーがあって、それを探してる、そんなイメージもあった」と本作発売当時に述べている。

### リリース形態
本作は、前作から引き続き、自主レーベル、track on drugs recordsよりリリースされている（規格品番はTODR-003〜TODR-005）。そして、ソニー・ミュージックディストリビューションをディストリビューターとし発売されている。なお、本作は初回生産限定盤（CD＋DVD）と通常盤（CD）の2形態でリリースされている。フィジカルのアートワークは、前作に引き続き、西田幸司（RAKU-GAKI）が担当している。ちなみに初回生産限定盤には、2010年7月20日に新木場STUDIO COASTで開催したワンマンライヴ「acid android live 2010」(#8)の映像（13分）を収録したDVDが付属している。余談だが、初回生産限定盤のブックレット、およびバックインレイの「balancing doll:1.02」に関する曲名表記において、「ballancing doll:1.02」と誤表記（正式表記は「balancing doll:1.02」）があった。この誤表記については、CDの流通を担当したデンジャー・クルー・エンタテインメントに連絡すると、誤字を修正した良品と交換できる処置が為されている（なお、現在は対応終了している）。

## 収録曲
| #  | タイトル                | 作詞     | 作曲           | 時間 |
| -- | ----------------------- | -------- | -------------- | ---- |
| 1. | 「day:break」           | yukihiro | yukihiro       | 3:56 |
| 2. | 「violator:1.02」       | yukihiro | yukihiro       | 5:14 |
| 3. | 「balancing doll:1.02」 | yukihiro | yukihiro       | 4:13 |
| 4. | 「mode inversion」      | yukihiro | yukihiro       | 5:03 |
| 5. | 「a moon tonight:1.22」 | yukihiro | yukihiro       | 5:56 |
| 6. | 「a moon tomorrow」     | yukihiro | yukihiro, antz | 3:53 |
| 7. | 「rtn2010」             | yukihiro | yukihiro       | 6:27 |
| 8. | 「instrument only」     |          | yukihiro       | 5:55 |

## 初回生産限定盤付属DVD
1. 2010.07.20 live at studio coast
2010年7月20日に新木場STUDIO COASTで開催したワンマンライヴ「acid android live 2010」(#8)の映像を13分収録。

## クレジット
- yukihiro：all songs writing, performance and producing (#6 writing：yukihiro and antz)
- [additional musician]
  - antz：guitar on #1,#6
  - kishi：guitar on #7
  - yasuo：Drum on #6
  - hisashi imai (BUCK-TICK)：guitar on #3 / by the courtesy of Ariola Japan Inc.
  - TK (Ling toshite sigure)：guitar on #4 / by the courtesy of Sony Music Associated Records Inc.
  - maki fujii (suilen)：electronics, synthesizer on #5
- [recording engineer etc]
  - recording engineer：takashi inoue, akinori kaizaki (#3 guitar track)
  - mixing：takashi inoue, yukihiro
  - mastering：yuka koizumi / orange
  - guitar technician：kazutaka minemori
- [Artwork etc]
  - art direction & design：koji nishida / reku-gaki
  - sales coordination：kazuko abe, yurie sato / danger crue records
  - sales coordination：daitetsu kuroki, kazuki shimizu / sony music distribution(japan)inc.
  - promotion：yoshihiko momose, kazuhiro mukai, ryuji kato, yoichiro takeshita, akihiro morikawa, natsumi takei
  - artist management：nobuyuki nakanishi, masumi shibata
  - management assistant：tamaki hirano, ayumi kawanishi
  - recording staff：nobuyuki akani, shigeru imai, yoshitaka suzuki
  - artwork coordination：yuko hamasaka
  - international public relations：minori ueda
  - executive producer：masahiro oishi
  - all staff, danger crue
  - special thanks to：tomoya hiruma, mina, pearl, jun sasaki / oyaide denki, takahiro chiba / banker.l.t.d, taichi nishimaki / moving on